# Episodi di Jurassic World - Nuove avventure (quinta stagione)
La quinta e ultima stagione della serie animata Jurassic World - Nuove avventure, composta da 12 episodi, è stata interamente pubblicata sul servizio di streaming on demand Netflix il 21 luglio 2022. Uno speciale interattivo è stato pubblicato il 15 novembre 2022.
| n. | Titolo originale | Titolo italiano            | Pubblicazione    |
| -- | ---------------- | -------------------------- | ---------------- |
| 1  | Reunited         | Di nuovo insieme           | 21 luglio 2022   |
| 2  | The Final Test   | L'ultima prova             | 21 luglio 2022   |
| 3  | Battle Lines     | Il combattimento           | 21 luglio 2022   |
| 4  | Evasive Action   | L'evasione                 | 21 luglio 2022   |
| 5  | Shaky Ground     | Una situazione movimentata | 21 luglio 2022   |
| 6  | Out of the Pack  | Fuori dal branco           | 21 luglio 2022   |
| 7  | The Leap         | Il salto                   | 21 luglio 2022   |
| 8  | Clean Break      | Un taglio netto            | 21 luglio 2022   |
| 9  | The Core         | Il nucleo                  | 21 luglio 2022   |
| 10 | Arrival          | L'arrivo                   | 21 luglio 2022   |
| 11 | The Last Stand   | L'ultima battaglia         | 21 luglio 2022   |
| 12 | The Nublar Six   | I Sei di Nublar            | 21 luglio 2022   |
| SP | Hidden Adventure | Missione interattiva       | 15 novembre 2022 |

## Di nuovo insieme
- Titolo originale: Reunited
- Diretto da: Leah Artwick
- Scritto da: Joanna Lewis, Kristine Songco

### Trama
Daniel Kon, il padre di Kenji, è scioccato e sollevato nel vedere che suo figlio è ancora vivo, mentre Kenji è incredulo della nuova posizione di suo padre. Di fronte alle ambizioni della Mantah Corp, Daniel afferma che Kash era responsabile, essendo stata data troppa libertà. Prima di far arrestare Kash, Daniel dà ai campeggiatori le loro stanze in un attico, ma Brooklynn non è sicura che possano fidarsi di lui. Brooklynn e Sammy affrontano Kash nella sua cella, con la falsa promessa di lasciarlo uscire se racconterà quello che sa sulla famiglia di Sammy; Kash dice loro di controllare i file presenti nell'ufficio di Daniel, e così facendo le ragazze scoprono che l'uomo possiede il ranch di famiglia di Sammy. Quando Daniel le trova nel suo ufficio, spiega di aver acquistato tutte quelle proprietà per debiti e che adesso i genitori di Sammy lavorano per lui. Kenji cerca di riavvicinarsi a suo padre, ma Daniel dà la priorità a un prossimo incontro con gli investitori, in cui intende presentare i combattimenti fra dinosauri. Darius è preoccupato perché Big Eatie non mangia, e si rende conto che le manca sua figlia, quindi lui e gli altri ragazzi decidono di riunirle. Riescono nell'intento, e così spiegano a Daniel che con la ricerca di Mae possono comunicare con i dinosauri, con quest'ultimo che dice a Kenji di essere orgoglioso di lui. Più tardi, mentre i ragazzi festeggiano con un pigiama party, Daniel fa rinchiudere Mae, ordinandole di lavorare insieme ad un Kash nuovamente libero, altrimenti farà del male ai ragazzi.

## L'ultima prova
- Titolo originale: The Final Test
- Diretto da: Michael Mullen
- Scritto da: Leore Berris

### Trama
Durante la colazione, Yaz e Sammy sembrano finalmente serene e rilassate, mentre Darius, Brooklynn e Ben non sono così tranquilli, essendo rimasti dubbiosi su Daniel. Kenji annuncia ai suoi amici che aiuterà il padre con la presentazione, ed è felicissimo di questo, ma Darius, Ben e Brooklynn restano poco convinti e decidono di spiare Daniel. L'uomo, che li segue con i droni e conosce in anticipo il loro piano, chiede a Mae di mandare via i ragazzi. Quando i tre cercano Kash nella cella del laboratorio, scoprono che non si trova più lì, e durante le ricerche nel suo ufficio vedono anche che ci sono droni nel bioma della foresta. Mentre Kenji si sta preparando ad un appuntamento con Brooklynn, lei è con Darius e Ben, e i tre vedono Kash che usa la ricerca di Mae per controllare i movimenti e il comportamento di Big Eatie. Daniel scopre che la fidanzata di suo figlio sta ancora indagando su di lui, così tiene lei e i due amici sotto controllo, usando i droni per inviargli contro prima i raptors, e poi Big Eatie; poi, dice ad uno sconsolato Kenji, che aspettava per il loro appuntamento, che Brooklynn si stava divertendo con Darius e Ben. Convince così il figlio a partecipare all'incontro di lavoro con gli investitori, e i ragazzi, dopo essere rientrati a fatica nell'edificio, lo vedono lì mentre racconta le sue storie di incontri con i dinosauri. Nel frattempo, Brandon, il fratello di Darius, chatta in video con Roxie e Dave, affermando di credere che suo fratello sia ancora vivo, e che ha bisogno del loro aiuto.

## Il combattimento
- Titolo originale: Battle Lines
- Diretto da: Eric Elrod
- Scritto da: Rick Williams

### Trama
Il giorno successivo, Brooklynn si scusa con Kenji per non essere andata all'appuntamento, e cerca di dirgli che cosa ha combinato suo padre, ma Kenji, fidandosi di lui, è arrabbiato con la ragazza e non le crede. Quando Darius e Ben spiegano quello che hanno visto, cioè che Kash è libero di lavorare sui chip per controllare i dinosauri sfruttando le ricerche di Mae, Kenji va a parlare con Daniel. Questi conferma senza grossi problemi che quanto raccontato è vero, e che intende agire così per il bene dei dinosauri e dei loro bisogni; inoltre, per influenzare ulteriormente Kenji, racconta a suo figlio che Brooklynn e Sammy hanno fatto irruzione nel suo ufficio, e che i suoi amici non si fidano di nessuno dei due. Kenji, infuriato, affronta i suoi amici, prendendo le difese del padre e invitandoli a non interferire; i ragazzi intendono comunque fermare i piani del signor Kon, e riescono in qualche modo a farsi dare da Mae dei dispositivi che potrebbero annullare l'effetto dei chip di controllo. Al grande evento, Daniel mostra ai suoi investitori come possono controllare i dinosauri, e al tempo stesso caccia via in modo minaccioso Kash, che ora non gli serve più. I tre compratori sono molto incuriositi dai nuovi chip, e decidono di testarli facendo combattere i dinosauri tra loro; grazie all'intervento dei ragazzi, i dispositivi di controllo vengono disabilitati, così i dinosauri si ribellano ai tre investitori, uccidendone due. Nel caos, Kash prende uno dei dispositivi per usarlo contro Daniel e vendicarsi di averlo cacciato fuori, ma sfortunatamente anche il suo è disabilitato, così viene trascinato via e divorato da due velociraptor. Kenji prende il controllo dei droni e guida lontano i dinosauri nuovamente liberi, poi si infuria insieme al padre con i ragazzi, che sono intervenuti senza fidarsi di lui. Li rinchiudono dentro una cella, e Kenji rinnega i suoi vecchi amici, mentre l'investitrice sopravvissuta, Lana Molina, che rappresenta la Biosyn Corporation, dice che l'affare può ancora andare in porto.

## L'evasione
- Titolo originale: Evasive Action
- Diretto da: Leah Artwick
- Scritto da: Bethany Armstrong Johnson

### Trama
Daniel, Mae, Molina e Kenji tornano a Isla Nublar, per trovare altri dinosauri liberi, e riprovare una nuova dimostrazione per gli investitori. Durante l'esplorazione, fanno tappa al vecchio attico di Daniel, dove Kenji era stato in passato con i suoi amici (stagione 3, episodio Villa Kenji) e rivela al padre che in quell'occasione c'era un branco di monolophosaurus all'interno ma Daniel rassicura Kenji che a mandato i suoi uomini a cacciare i monolophosaurus, riportando molti ricordi alla mente del ragazzo. Daniel vuole che Kenji lo aiuti a trovare i dinosauri sull'isola, vista la sua esperienza con loro, ma quando compare Hawkes uno dei mercenari di Eli Mils che aveva incontrato anche lui nella stagione 3 (che rivela di lavorare per suo padre ora), il ragazzo si mostra estremamente preoccupato soprattutto ricordando la avventura del recupero del campione di dna dell'indominus rex. Nel frattempo, mentre i ragazzi sono rinchiusi in cella, Darius intuisce che il BRAD li controlla ogni mezz'ora, dando loro un tempo limitato per scappare; dopo alcuni tentativi falliti, il ragazzo scopre una via d'uscita attraverso le fogne. Mentre esplorano i cunicoli sotterranei, i ragazzi discutono di Kenji e del suo comportamento, prima di essere inseguiti dal BRAD, che ha scoperto la loro fuga, e finire separati; Darius e Sammy si imbattono nel motore che alimenta l'isola, e vengono attaccati da un Nothosaurus in agguato nelle fogne. Brooklynn, Yaz e Ben vengono in loro soccorso, attirando il BRAD per combattere il Nothosaurus e permettendo a tutti di scappare. Tornati all'aperto, Brooklynn e Ben continuano a litigare su Kenji, ma Darius nota che Big e Little Eatie sono spaventati da qualcosa. Su Isla Nublar, i Kon e i loro uomini trovano uno Stegosauro, che vorrebbero usare come esca per i carnivori, Kenji interroga Haweks su come mai ora lavori per suo padre perché prima lavorava per Eli Mils e lui, Wu e altri dodici mercenari ma oltre cinque sono tutti morti e poi gli ricorda del rapimento di Brooklynn, aver abbandonato uno dei suoi uomini in un fiume e ha minacciato di uccidere Brooklynn tutto per il laptop di Wu. Haweks spiega che Eli Mils  la assunto temporaneamente per la missione ma gli ricorda che poi lui e gli altri si sono intromessi ma anche quest'animale si mostra molto spaventato; proprio in quel momento, un violento terremoto colpisce entrambe le isole, e Kenji e Hawkes cadono in una fossa, trovandosi faccia a faccia con un Carnotauro. Nel frattempo, Roxie, Dave e Brandon raggiungono Isla Nublar alla ricerca dei giovani campeggiatori.

## Una situazione movimentata
- Titolo originale: Shaky Ground
- Diretto da: Michael Mullen
- Scritto da: Joanna Lewis, Kristine Songco

### Trama
Nella fossa, Toro quasi uccide Hawkes, ma Kenji riesce a controllare Toro con la tecnologia dei chip Mantah Corp; Daniel, impressionato da Kenji, decide di usare Toro per il suo esperimento. Sull'altra isola, il resto del gruppo pensa che siano i droni a spaventare i dinosauri, ora che il terremoto è passato; così, mentre Darius rimane con Big e Little Eatie, Brooklynn conduce il resto del gruppo alla struttura dell'isola, dove trovano il modo di spegnere tutti i droni. I ragazzi, inoltre, scoprono che il segnale di soccorso inviato molto tempo prima nel primo episodio della stagione 2 da Isla Nublar è stato raccolto dalla Mantah Corp, ma Daniel non ha fatto nulla al riguardo. Roxie, Dave e Brandon cercano i ragazzi, su Isla Nublar, e hanno un breve incontro con un Baryonyx, a cui sfuggono grazie a dei dardi narcotizzanti. Yaz e Sammy si rendono conto che c'è ancora un drone su Isla Nublar di cui possono prendere il controllo che si scopre che è il drone che la Scorpius rex ha attaccato nella stagione 3, e riescono ad attivarlo; così facendo, però, assistono a Kenji che si mostra orgoglio per essere riuscito a controllare il feroce carnotauro, e questo lascia la povera Brooklynn con il cuore spezzato, perché vede che il suo ragazzo si è schierato con il suo diabolico padre. Brandon inizia a perdere la speranza di trovare Darius, ma Roxie lo rassicura mostrando il campo costruito dai ragazzi durante la loro permanenza su Isla Nublar, mostrandogli così la loro intraprendenza e capacità di sopravvivere. Nel frattempo, un altro terremoto colpisce entrambe le isole, e provoca la caduta di un albero su Big Eatie, che rimane così intrappolata, e una frana che sembra travolgere e inghiottire Kenji; quest'ultimo però non si perde d'animo, e usa Toro per aiutarlo a liberarsi, mentre i ragazzi lavorano insieme finché non riescono a liberare Big Eatie. Rimasti soli un momento, Brooklynn si sfoga disperatamente con Darius per via dei suoi sentimenti nei confronti del suo ragazzo, e per il suo inaspettato tradimento, che l'ha completamente ferita. Darius afferma che, sebbene non si fidi in quel momento di Kenji, non è disposto ad arrendersi del tutto, ed è sicuro che riusciranno a sventare i loschi piani di Daniel Kon, una volta per tutte.

## Fuori dal branco
- Titolo originale: Out of the Pack
- Diretto da: Eric Elrod
- Scritto da: Leore Berris

### Trama
Mentre i ragazzi si dividono per sabotare le operazioni della Mantah Corp distruggendo i chip e i progetti presenti nel computer appartenuto a Kash, Kenji e suo padre incontrano il malvagio presidente della Biosyn Corporation, il dottor Lewis Dodgson, a cui Daniel intende vendere i suoi chip per il controllo mentale. Kenji è scelto dal padre per guidare il gruppo alla ricerca di altri dinosauri da catturare, ma quando si ritrova davanti un altra vecchia  conoscenza Bumpy, l'Ankylosauro cresciuto da lui insieme a Ben e agli altri ragazzi, si rifiuta di lasciare che venga catturato; Mae convince tutti che si può trovare un esemplare migliore, tuttavia il comportamento duro e spietato di Daniel lascia disorientato Kenji. Il gruppo tenta di catturare Blue, ma la furba velociraptor li conduce in un nido di dilofosauri, dal cui attacco riescono a salvarsi a fatica; durante questo scontro, Dodgson trova e recupera accidentalmente una vecchia bomboletta di crema da barba, con gli embrioni che il corrotto sabotatore Dennis Nedry aveva rubato per lui durante gli eventi del primo film. Kenji ha deluso di nuovo il padre, che così lo esclude dalla caccia ai dinosauri del gruppo, che a fine giornata ha catturato molti dinosauri, tra cui Toro e Limbo. Molina a sorpresa tradisce Dodgson e tenta di fuggire con tutti i progetti della Biosyn, ma viene fermata da Kenji, e in seguito durante la fuga finisce mangiata da un branco di Compy. Soddisfatto per il gesto del ragazzo e per quanto visto, Dodgson fa un accordo con Daniel per produrre e spedire i chip alla Biosyn Corporation entro due settimane.

## Il salto
- Titolo originale: The Leap
- Diretto da: Leah Artwick
- Scritto da: Bethany Armstrong Johnson, Rick Williams

### Trama
Per proteggere i dinosauri al ritorno di Daniel da Isla Nublar, i ragazzi decidono di utilizzare la pozza d'acqua dove vanno ad abbeverarsi tutti gli animali, cercando di ingrandirla per portarli tutti lì come la pozza d'acqua di isla Nublar vista nella stagione 2. Mentre Darius e Brooklyn distraggono Big e Little Eatie, che si trovano proprio da quelle parti, Yaz e Ben radunano i loro amici dinosauri, anche se incontrano alcuni problemi, con Scintilla che scappa e attira due dilofosauri, che danno la caccia al gruppo. Sammy, rimasta sola a lavorare per creare una diga e bloccare il flusso dell'acqua, capisce che deve aumentarne la portata, così entra nei tunnel fognari e riesce nel suo intento, sfuggendo anche ad un BRAD-X ancora attivo. Mentre è sola con Ben, Yaz ammette di avere una cotta per la dolce Sammy, non vedendola più come una semplice amica, e non è sicura di cosa fare al riguardo, ma il ragazzo la rassicura e la invita a prendersi il tempo che le serve per riflettere. Il piano dei giovani alla fine ha successo, e il gruppo si gode la nuova pozza ingrandita, con tutti i dinosauri che si radunano pacificamente lì per dissetarsi.

## Un taglio netto
- Titolo originale: Clean Break
- Diretto da: Michael Mullen
- Scritto da: Sheela Shrinivas

### Trama
Su Isla Nublar, Dodgson è soddisfatto degli animali che sono stati catturati, ma avanza un'ulteriore richiesta: chiede alla Mantah Corp di acquisire campioni di DNA da alcuni dei dinosauri dell'isola, per poterli poi riprodurre in laboratorio e poter usare tutti i chip che riceverà. Hawkes e Mae sono così costretti a mettersi in caccia per trovare i campioni richiesti, e nel frattempo Kenji scopre che il padre ha fatto catturare anche Bumpy, nonostante le promesse, e questo lo porta a dubitare sempre di più sul suo conto. Durante la raccolta dei campioni, Mae si ritrova incantata dalla bellezza dei dinosauri che vivono liberi e si muovono in branchi, così decide di tradire la Mantah Corp dopo aver sentito dal signor Kon che, sull'altra isola, i ragazzi sono scappati. Durante la sua fuga, distrugge tutti i campioni raccolti, e viene infine trovata ed aiutata da Kenji, sempre più confuso su ciò che voglia suo padre e ciò che sia giusto fare; il ragazzo decide comunque di tornare da Daniel, anche per convincerlo a lasciare l'isola ed abbandonare Mae al suo destino. Allo stesso tempo, Roxie, Dave e Brandon cercano senza successo i ragazzi, imbattendosi nel campo ormai abbandonato dei coniugi cacciatori di grossa taglia Mitch e Tiff. Ormai disillusi sulla possibilità che Darius e gli altri siano ancora vivi e si trovino lì, incontrano per caso Mae, che li rassicura al riguardo.

## Il nucleo
- Titolo originale: The Core
- Diretto da: Eric Elrod
- Scritto da: Joanna Lewis, Kristine Songco

### Trama
La cara Yaz dice a Ben che si è convinta a confessare i suoi sentimenti per Sammy, ma non riesce perché nel frattempo tornano Darius e Brooklynn, che hanno installato un drone per monitorare l'isola e attendere con le giuste contromosse l'arrivo dei Kon. Brooklynn registra il gruppo sul tablet per far sapere alle persone che sono sopravvissuti al disastro di Isla Nublar e sono vivi, ma al solo pensare a Kenji è ancora molto amareggiata. Darius ha in programma di intrappolare i Kon nella struttura sotterranea, ma mentre stanno lavorando alle porte automatiche, scoprono che il nucleo geoenergetico dell'isola non funziona correttamente, e questo può causare enormi problemi. È stato proprio questo problema a causare i terremoti, quindi decidono di scendere a controllare il nucleo, pur sapendo che lì sotto ci sono il Nothosauro e il BRAD-X ancora attivo. Scoprono così che il nucleo è in fase di surriscaldamento, e che i gas che vengono emessi sono pericolosi, poiché il Nothosaurus sviene appena li attacca. I ragazzi si rifiutano di lasciarlo lì e lo portano in salvo, poi Darius e Brooklynn vanno a riparare la fuga di gas, perché altrimenti l'isola stessa rischia di sprofondare nell'oceano. Riescono nell'intento, ma Brooklynn non resiste all'odore dei gas tossici e sviene; Darius interviene a salvarla, poi i due hanno modo di confrontarsi sui tanti cambiamenti che ognuno di loro ha avuto, compreso Kenji, e il ragazzo non è convinto di essere nel giusto all'idea di imprigionarlo. Yaz approfitta del momento per confessare finalmente i suoi sentimenti per la dolce Sammy, ma mentre lo fa il Nothosarus si riprende e tenta di attaccare le due ragazze e Ben; sfuggite al predatore, Yaz e Sammy possono dichiararsi apertamente. In quel momento, i Kon e i loro uomini tornano sull'isola, e i ragazzi vedono Kenji che controlla gli animali catturati, compresi Toro e il loro vecchio amico Bumpy.

## L'arrivo
- Titolo originale: Arrival
- Diretto da: Leah Artwick
- Scritto da: Leore Berris

### Trama
Daniel scopre che i suoi progetti sono stati distrutti, ma rivela che c'è un backup di tutti i dati sui chip di controllo mentale in un'unità flash, che ha nascosto per sicurezza nella mascella di uno dei BRAD-X; ordina ai suoi uomini di trovarlo, ma vuole anche che gli vengano portati i ragazzi, perché la password del sistema è stata cambiata, e senza di loro non può più accedervi. Il gruppo dei ragazzi intanto si divide: Darius, Brooklynn, Yaz e Sammy cercano tra i BRAD-X presenti nei biomi l'unità flash nascosta, mentre Ben tenta di salvare Bumpy. I primi trovano l'unità flash nel bioma desertico, e sperano di attirare Hawkes e un suo scagnozzo, che li seguono, tra le fauci dello Spinosauro; dopo il primo smarrimento però, i due prendono il controllo della mente dell'animale con i chip, e recuperano l'unità, che resta comunque inutile senza password. Allo stesso tempo, Kenji decide finalmente di redimersi e di aiutare Ben a salvare Bumpy, ma tutto sembra inutile perché i chip mentali sono troppo forti per la volontà dell'animale. Prima di colpire Ben, però, Bumpy trova la forza di resistere agli ordini che riceve, e Kenji distrugge il suo controller, liberandolo definitivamente.

## L'ultima battaglia
- Titolo originale: The Last Stand
- Diretto da: Michael Mullen
- Scritto da: Bethany Armstrong Johnson, Sheela Shrinivas, Rick Williams

### Trama
Kenji chiede perdono a tutto il gruppo, mostrandosi pentito per non aver creduto ai suoi amici; questi ultimi alla fine lo perdonano e lo accettano di nuovo nel gruppo, anche se Darius rimane arrabbiato e distaccato con lui. Gli uomini del signor Kon usano i dinosauri sotto il loro controllo per distruggere le porte che li tenevano separati dal gruppo di ragazzi, che seguendo l'esempio di Big Eatie e degli altri dinosauri privi di chip decidono di non scappare, bensì di combattere. Mentre Yaz e Sammy portano i cuccioli in salvo, comincia una lotta furibonda tra i due gruppi di uomini ed i rispettivi animali, e Darius e i suoi amici sembrano avere la meglio inizialmente, distruggendo i controller degli uomini di Daniel. Quest'ultimo prova a convincere Sammy, che ritiene quella mentalmente più debole e che già ha usato in passato per i suoi scopi, a rivelargli la password per sbloccare il suo PC, ma la ragazza si rifiuta. Il viscido uomo d'affari allora usa il suo controller personale per riprendere il comando sui dinosauri e indirizzarli tutti contro Little Eatie, che va in difficoltà. Big Eatie si unisce alla lotta per difendere la sua cucciola, uccidendo Limbo, ma sembra soccombere contro il ferocissimo spinosauro, con grande orrore e disperazione dei ragazzi.

## I sei di Nublar
- Titolo originale: The Nublar Six
- Diretto da: Eric Elrod
- Scritto da: Bethany Armstrong Johnson, Sheela Shrinivas, Rick Williams

### Trama
Dopo che Big Eatie è caduta, i giovani e i dinosauri liberi fuggono da Daniel e dalle sue forze, con i ragazzi che non hanno più grandi idee, e iniziano anche a pensare di fuggire dall'isola con la barca dei Kon; il gruppo decide così di dividersi per arrivare lì, e lo stesso fanno le forze di Daniel che li inseguono. Ben, Yaz e Sammy portano il mercenario che controlla Toro all'interno di un magazzino, dove viene mangiato dai Velociraptor, mentre Darius, dopo essersi a sua volta diviso da Brooklyn e da Kenji, viene bloccato dallo Spinosauro, che dietro ordine di Hawkes e Daniel è pronto a divorarlo. Kenji interviene per salvare il suo amico, e rivela la password a suo padre, ma Daniel ordina allo Spinosauro di mangiare comunque Darius. A ribaltare la situazione interviene una rediviva Big Eatie che sconfigge e scaccia lo Spinosauro, mentre Little Eatie uccide Hawkes. In quel momento, per via della produzione di chip appena avviata, il nucleo sembra andare nuovamente in sovraccarico, e viene rilasciato gas velenoso, che stende Big e Little Eatie. Daniel si reca allora alla barca per fuggire dall'isola, e invita Kenji a seguirlo, ma il ragazzo capisce definitivamente che a suo padre importano più gli affari di lui, così decide di restare sull'isola con i suoi amici. Appena l'uomo si allontana, i ragazzi rivelano che il sovraccarico era finto, e che il loro era un piano per liberare l'isola e i dinosauri dal controllo di Daniel. Il gruppo distrugge gli ultimi chip di controllo mentale, poi finalmente Roxie, Dave, Brandon e Mae, che sono anche riusciti a far arrestare Daniel Kon, giungono a salvarli e li riportano alle rispettive famiglie e al mondo "umano". Due anni dopo, il gruppo rimane in contatto, seppur via Skype: Yaz e Sammy vivono insieme in Texas, Ben trascorre l'estate sull'isola dei dinosauri, insieme a Bumpy e Mae, Kenji è stato adottato dai Bowman ed è un secondo fratello per Brandon e Darius (quest'ultimo fa divulgazione scientifica sui dinosauri, raccontando in rete la loro storia). Brooklynn è ancora insieme a Kenji, ma in quel momento sta indagando segretamente sugli strani eventi che si stanno verificando alla grande tenuta di Benjamin Lockwood, un vecchio socio di John Hammond, che si trova molto vicina alla casa dei Bowman. Sentendo uno strano rumore, Darius guarda dalla finestra verso casa Lockwood, e scorge un Brachiosauro tra gli alberi.

## Missione interattiva
- Titolo originale: Hidden Adventure
- Diretto da: Leah Artwick, Eric Elrod, Michael Mullen
- Scritto da: Leore Berris, Julius Harper, Bethany Armstrong Johnson, Sheela Shrinivas, Rick Williams

### Trama
I giovani campeggiatori (Darius Bowman, Brooklynn, Yasmina "Yaz" Fadoula, Kenji Kon, Ben Fitzgerald Pincus e Sammy Gutierrez), alla disperata ricerca di cibo, collaborano per trovare delle casse di cibo nascoste. Devono rischiare tutto per scoprire gli indizi alla ricerca della sua ubicazione, svelando alla fine segreti precedentemente sconosciuti di Isla Nublar.
- Nota: questo è uno speciale interattivo